# Orchithemis xanthosoma
Orchithemis xanthosoma – gatunek ważki z rodziny ważkowatych (Libellulidae).